# La Cerca
La Cerca är en ort i Mexiko.   Den ligger i kommunen Villa Hidalgo och delstaten Zacatecas, i den centrala delen av landet, 400 km nordväst om huvudstaden Mexico City. La Cerca ligger 2 129 meter över havet och antalet invånare är 273.
Terrängen runt La Cerca är platt åt sydväst, men åt nordost är den kuperad. Runt La Cerca är det ganska glesbefolkat, med 45 invånare per kvadratkilometer. Närmaste större samhälle är El Refugio, 1,7 km norr om La Cerca. Omgivningarna runt La Cerca är i huvudsak ett öppet busklandskap.